# Arturo Parisi
Arturo Mario Luigi Parisi (ur. 13 września 1940 w San Mango Piemonte) – włoski polityk, były minister obrony, parlamentarzysta.

## Życiorys
Ukończył studia prawnicze na Uniwersytecie w Sassari. Pracował naukowo na włoskich uczelniach, a także w wydawnictwie Il Mulino. Działał przez lata w krajowej Akcji Katolickiej.
W połowie lat 90. stał się jednym z najbliższych współpracowników Romano Prodiego. W jego pierwszym rządzie objął stanowisko zastępcy sekretarza Rady Ministrów. Od 1996 do 2013 nieprzerwanie zasiadał w Izbie Deputowanych, sprawując mandat posła XIII, XIV, XV i XVI kadencji. Uchodził za pomysłodawcę nazwy Drzewo Oliwne, przyjętej przez koalicję centrowych i lewicowych partii, która wygrała wybory w 1996.
W 1998 razem z byłym premierem organizował nowego ugrupowanie – Demokratów. Kierował tą partią od 1999 do 2002, przystępując następnie wraz z nim do partii Margherita. W „Stokrotce” do 2006 pełnił funkcję przewodniczącego zgromadzenia krajowego. Od 17 maja 2006 do 8 maja 2008 sprawował urząd ministra obrony Włoch w rządzie Romano Prodiego.
W 2007 wstąpił do Partii Demokratycznej. W 2009 ubiegał się o przywództwo w tej formacji, w głosowaniu uzyskał jednak tylko 92 na 1258 głosów.